# Euphylidorea platyphallus
Euphylidorea platyphallus är en tvåvingeart som först beskrevs av Alexander 1926.  Euphylidorea platyphallus ingår i släktet Euphylidorea och familjen småharkrankar. Inga underarter finns listade i Catalogue of Life.